# Локва (Звечан)
Локва (алб. Llokvë) је насеље у општини Звечан, Косово и Метохија, Република Србија.

## Географија
Локва је у југозападном делу предела, с кућама које су у присоју Анђина Лаза и Дугог Лаза а између потока Врела и Козаревског Потока. Поред реке доскора је постојао Незнани Гроб са каменим стубом и плочом. Данашње гробље је на Дубовима. Ниже Кременштака, на десној страни реке, вадила се гвоздена руда. Село је добило назив по природној локви, у коју се задржава кишница.

## Порекло становништва по родовима
У доњем крају села су:
- Ракићевићи (8 кућа).
- Трајковић (1 кућа).

У горњем крају села су:
- Луковићи (4 куће), су од Орловића у Ловцу, предак прешао из Ловца у почетку прошлога века; имају одсељене одељаке у селу Томином Потоку у Топлици.

## Становништво
| Година       | 1948 | 1953 | 1961 | 1971 | 1981 | 1991 |
| ------------ | ---- | ---- | ---- | ---- | ---- | ---- |
| Становништво | 85   | 96   | 86   | 45   | 35   | 28   |

|  |